# Municipio de Emporia
El municipio de Emporia (en inglés: Emporia Township) es un municipio ubicado en el condado de Lyon en el estado estadounidense de Kansas. En el año 2010 tenía una población de 907 habitantes y una densidad poblacional de 6,52 personas por km².

## Geografía
El municipio de Emporia se encuentra ubicado en las coordenadas 38°22′9″N 96°10′00″O / 38.36917, -96.16667. Según la Oficina del Censo de los Estados Unidos, el municipio tiene una superficie total de 139.19 km², de la cual 136,31 km² corresponden a tierra firme y (2,07 %) 2,87 km² es agua.

## Demografía
Según el censo de 2010, había 907 personas residiendo en el municipio de Emporia. La densidad de población era de 6,52 hab./km². De los 907 habitantes, el municipio de Emporia estaba compuesto por el 94,38 % blancos, el 0,44 % eran afroamericanos, el 0,77 % eran amerindios, el 0,22 % eran asiáticos, el 1,87 % eran de otras razas y el 2,32 % eran de una mezcla de razas. Del total de la población el 6,73 % eran hispanos o latinos de cualquier raza.